# Focke-Wulf Fw 56 Stösser
Фокее-Вульф Fw.56 «Штоссер» (нем. Focke-Wulf FW-56 «Stößer» — «Перепелятник» («Ястреб-перепелятник»)) — немецкий истребитель-моноплан 1930-х годов, созданный по заказу Рейхсминистерства авиации фирмой Focke-Wulf в 1933 году под руководством конструктора Курта Танка. Было выпущено не более 1000 экземпляров самолёта, применявшихся вплоть до конца войны.

## История
Самолёт разрабатывался как учебно-тренировочный; предусматривалось также его использование в качестве истребителя ПВО. Первая работа Курта Танка как технического директора фирмы «Focke-Wulf».
В первоначальных спецификациях RLM был самолёт под 8-цилиндровый двигатель Аs-10 воздушного охлаждения, несущий один синхронизированный пулемёт MG-17.
Конкурентами фирмы Focke-Wulf в запланированном на весну-лето 1935 года конкурсе по выбору самолёта для Люфтваффе выступали «Арадо» с самолётом Arado Ar 76, «Хейнкель» (Heinkel He 74) и «Хеншель» (Henschel Hs 121). Каждая фирма получила заказ на три опытных самолёта.
Конкретная схема задана не была. Учитывая имевшийся опыт по схеме парасоль, доставшийся фирме «Focke-Wulf» от купленной в сентябре 1931 г. «Альбатрос флюгцойгверке», была выбрана именно она. Работы велись под руководством старшего инженера Рудольфа Блазера и надзором Курта Танка.
Первый прототип Fw.56 взлетел в ноябре 1933 года. До выхода осенью 1934 года новых требований (предусматривавших установку двух МG-17 с 250 патронами на ствол и внутреннюю подвеску трех 10-кг авиабомб), в воздух успели подняться также второй и третий (февраль 1934 года) прототипы.
По итогам конкурсных испытания был запущен в серию под обозначением Fw.56a-1.

## Серийное производство и эксплуатация
Самолёт выпускался до 1940 года. Общий выпуск составлял примерно от 514 до 900—1000 машин.
«Штессеры» на протяжении всей войны использовались в NSFK, авишколах, участвовали в исследовательских программах. В частности, они использовались в 9-й спецкоманде в Кёнигсберге для буксировки планеров «Хортен-IV», а также планерным институтом (ДФС, Deutsche Forschungsanstalt für Segelflug) в качестве буксировщика планера DFS.230.

## Описание конструкции

### Планер
Каркас фюзеляжа из стальных труб, обшитых спереди листами легкого сплава и тканью сзади. Крыло со стреловидностью по передней кромке собиралось из двух секций. Обшивка фанерная работающая до заднего лонжерона; далее — тканевая. Сбалансированные элероны на стальном каркасе с нервюрами из дюраля и тканевой обшивкой. Крыло устанавливалось над фюзеляжем на наклонных, Х-образных стойках. К крылу шли V-образные подкосы.

Hа первом опытном образце крыло было с лонжеронами и нервюрами из спруса и фанеры, на втором — из дюраля и стальных труб; начиная с третьего прототипа набор вновь был из дерева.

### Двигатель
Двигатель: восьмицилиндровый двигатель с воздушным охлаждением Argus As 10C с неподвижным двухлопастным деревянным винтом
Стартовая мощность: 240 л. с. (177 кВт)
Непрерывная мощность: 200 л. с. (148 кВт) на высоте 3000 м

### Вооружение
На серийных самолётах (как и на Fw.56-V5 / Fw.56a-02) — 2 фюзеляжных МG-17 и три 10-кг бомбы между стоек шасси. V6 нёс только пулемёт.

## Модификации
- Fw 56a / Fw 56 V1(D-ISOT) : первый прототип (первоначально ошибочно обозначен как D-JSOT.)
- Fw 56 V2 (D-IIKA): второй прототип.
- Fw 56 V3 (D-ILAR): третий прототип.
- Fw 56A-0: три предсерийных образца. (Fw.56-V4, 5, 6; D-ITAU, D-IGEU и D-IXYO соотв.)
- Fw 56A-1: основная серийная модификация.
- Fw 56A-1 (D-IKNI): Производился в США Gilmore Oil. Двигатель: Аs-10 E (270 л. с. при 2100 об/мин); винт Argus с переменным шагом[1]

## Страны-эксплуатанты

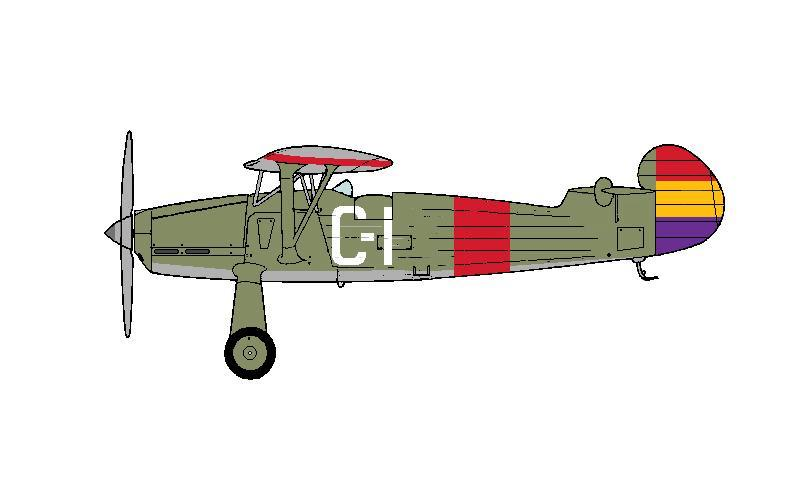
Focke-Wulf Fw 56, Испанская Республика

- нацистская Германия
- Австрия
- Болгария — 6 самолётов получены в 1936 году[2], использовались ВВС Болгарии
- Боливия — Военно-воздушные силы Боливии, 2
- Венгрия — 18 или 28 машин (1937-38), в частности 2-я ИЭ Ricsi.
  - Военно-воздушные силы Венгрии
- Испанская Республика — 3
- Нидерланды
  - Королевские военно-воздушные силы Нидерландов

Среди частных покупателей был Герд Ахгелис, соучредитель (вместе с Генрихом Фокке компании Focke-Achgelis.

## Самолёт в сувенирной и игровой индустрии
«Штёссер» очень популярен среди моделистов, есть множество вариантов его масштабных моделей. Среди них:
- «Heller» #80238 1/72 (в настоящее время не производится)
- «Historic Plastik Models» #48-011 1/48
- «Kavan» (р/у)
- «Mały Modelarz» № 12/1998 1/33 (бумажный)
- «Smer» #0856 1/72

Также самолёт представлен в игре World of Warplanes в качестве премиумной машины второго уровня немецкой ветки.